# Päive Patera
La Päive Patera è una struttura geologica della superficie di Io.